# Pass Christian
Pass Christian is een plaats (city) in de Amerikaanse staat Mississippi, en valt bestuurlijk gezien onder Harrison County.

## Demografie
Bij de volkstelling in 2000 werd het aantal inwoners vastgesteld op 6579.

## Geografie
Volgens het United States Census Bureau beslaat de plaats een oppervlakte van
39,6 km², waarvan 21,8 km² land en 17,8 km² water. Pass Christian ligt op ongeveer 8 m boven zeeniveau.

## Plaatsen in de nabije omgeving
De onderstaande figuur toont nabijgelegen plaatsen in een straal van 16 km rond Pass Christian.